# Epidendrum megalospathum
Epidendrum megalospathum är en orkidéart som beskrevs av Heinrich Gustav Reichenbach. Epidendrum megalospathum ingår i släktet Epidendrum och familjen orkidéer. Inga underarter finns listade i Catalogue of Life.